# Alice Kober
Alice Kober (23 december 1906 - 16 mei 1950) was een Amerikaanse archeologe en classica die vooral bekendheid verwierf omdat zij de grondslag legde voor de ontcijfering van het zogenaamde Lineair B.
Kober begon in de vroege jaren veertig haar onderzoek naar het Lineair B als assistent van de Oxfordse linguïst Sir John Myers. In die tijd was het al genoegzaam bekend dat het Lineair B van links naar rechts werd geschreven, en dat de meeste Lineair B tabletten inventarisatiegegevens bevatten. Een negentigtal lettertekens waren geïdentificeerd, hetgeen er leek op te wijzen dat het Lineair B een syllabisch schriftsysteem was, waarbij één teken één lettergreep vertegenwoordigde.
Arthur Evans had voordien ook al gesuggereerd dat het Lineair B een flecterende taal moest zijn. Daarom vermoedden bepaalde taalkundigen dat er enig verband kon zijn met het Grieks of met een Oudcyprisch dialect, ook al bleef de meerderheid, onder invloed van Evans, ervan overtuigd dat het Lineair B een onbekende Kretenzische taal vertegenwoordigde. 
Omdat papier tijdens de Tweede Wereldoorlog schaars was geworden, knipte Alice Kober haar steekkaartjes (5 x 7 cm) uit elk soort gebruikt papier dat zij kon vinden: flyers, brochures, tijdschriften,  briefomslagen enz. Op deze manier schreef zij meer dan 186.000 steekkaartjes vol met informatie over het gebruik en het voorkomen van de ± 90  lettergreeptekens van het Lineair B.
Kober ontdekte patronen in het schriftsysteem: zij identificeerde woordstammen en -uitgangen, en van deze laatste vermoedde zij dat zij de naamvalsfunctie weergaven. Zij slaagde er ook in bepaalde tekens als consonanten of klinkers te identificeren.
Alice Kober bezweek aan kanker op 43-jarige leeftijd, twee jaar vóór de definitieve ontcijfering van het Lineair B door Michael Ventris, die op haar onderzoeksgegevens had verder gebouwd.